# Lee Marrs
Lee Marrs (5 settembre 1945) è una fumettista statunitense che ha prodotto principalmente serie underground.

## Biografia
Lee Marrs ha iniziato la sua carriera come fumettista negli anni '60 come assistente nelle strisce Little Orphan Annie e Hi Lois. Negli anni '70 ha preferito dedicarsi al fumetto underground, prima creando una società di distribuzione chiamata Alternative Features Service, poi disegnando il fumetto Pudge, Girl Blimp. Nel 1972, insieme a Trina Robbins e diverse altre artiste, ha fatto parte del gruppo Wimmen's Comix Collective che ha pubblicato il fumetto Wimmen's Comix realizzato da solo donne. Nel 1982 ha ricevuto uno dei premi Inkpot assegnati quell'anno al San Diego Comic-Con International.

## Opere
- The Further Fattening Adventures of Pudge, Girl Blimp (1973-77)
- The Compleat Fart and Other Body Omissions (1976)
- Do You Love Cockroaches? (1981)
- Inside Autodesk Animator (1990)
- Viking Glory: The Viking Prince (1991)
- Faultlines (1997)
- Chuck E. Cheese's: Rat tales (1979)
- Partecipazione a Drawing Power: Women's stories of sexual violence, harassment and survival, di Diane Noomin e altri, Abrams Books[4], Premio Eisner per la migliore antologia 2020[5]. Il volume è stato tradotto in francese da Samuel Todd con il titolo Balance ta bulle : 62 dessinatrices témoignent du harcèlement et de la violence sexuelle, Massot Éditions, 2020 ISBN 978-2380352283